# Vega de Santa María
Vega de Santa María község Spanyolországban, Ávila tartományban. Vega de Santa María Blascosancho, Velayos, Santo Domingo de las Posadas, Pozanco, Peñalba de Ávila, Hernansancho és Villanueva de Gómez községekkel határos. Lakosainak száma 86 fő (2024).

## Népesség
A település népessége az utóbbi években az alábbiak szerint változott:
| Lakosok száma | 146  | 131  | 118  | 103  | 102  | 96   | 89   | 83   | 71   | 86   |
|               | 2001 | 2004 | 2006 | 2009 | 2011 | 2014 | 2016 | 2019 | 2021 | 2024 |